# Jean-Pierre Brun (Archäologe)

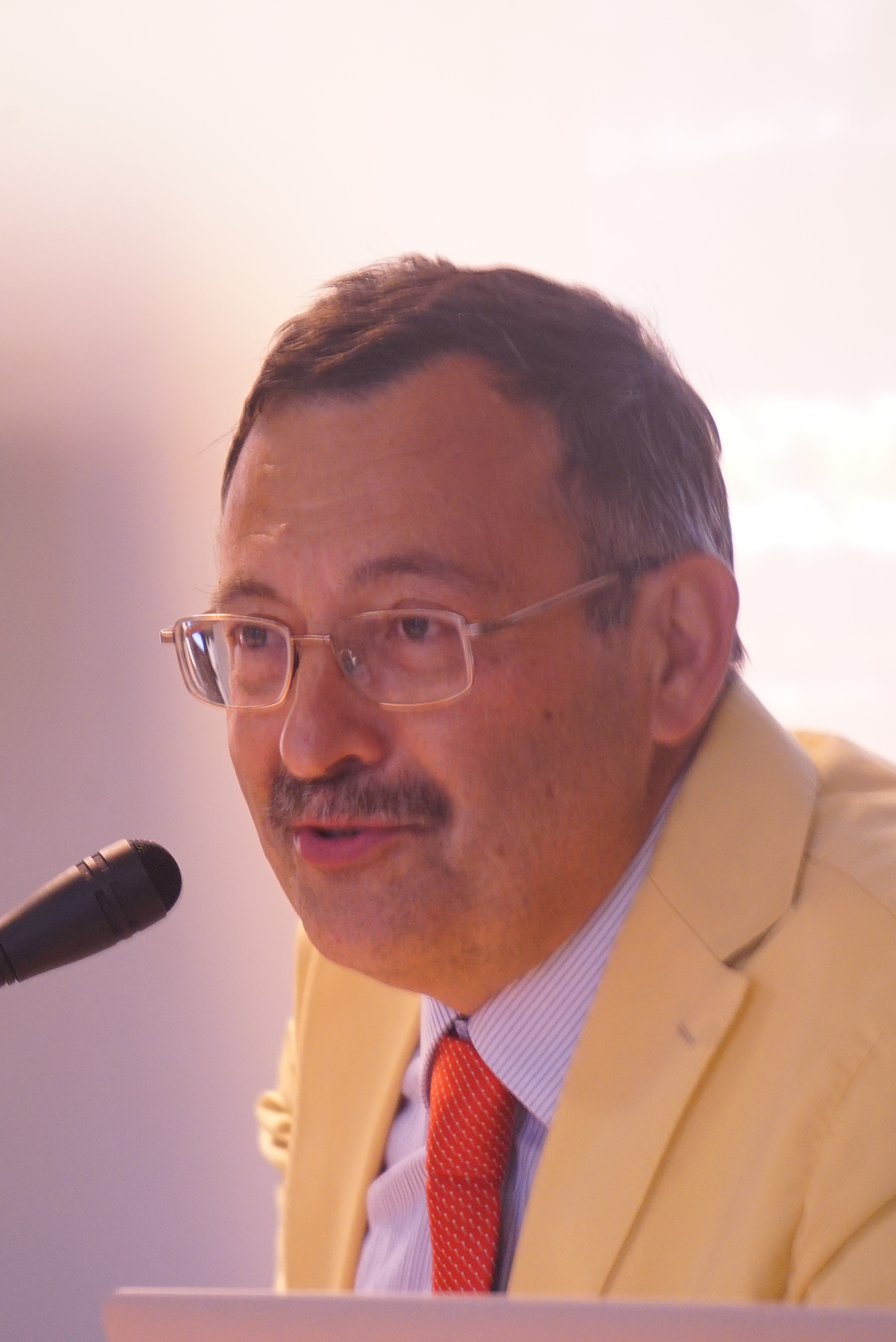
Jean-Pierre Brun (2016)

Jean-Pierre Brun (* 8. Februar 1955 in Ollioules, Département Var) ist ein französischer Archäologe. Er gilt als Spezialist für landwirtschaftliche Anlagen im hellenistischen und römischen Mittelmeerraum.

## Leben
Nach einer Doktorarbeit an der Universität Aix-Marseille im Jahr 1983 über Öl und Wein im antiken Mittelmeerraum wurde Jean-Pierre Brun Forschungsingenieur im Ministerium für Kultur (Abteilung für regionale Archäologie) und von 1983 bis 1993 Direktor des Archäologischen Zentrums des Département Var. Anschließend konzentrierte er seine Forschungen auf die römischen Villen von La Croix-Valmer und Cavalaire-sur-Mer und von 1986 bis 1993 auf den römischen Hafen von Toulon.
Danach wechselte er zum CNRS, wo er von 1993 bis 2000 als wissenschaftlicher Mitarbeiter und seit 2001 im Rang eines Directeur de recherche tätig war. Seine Forschungsarbeit konzentrierte sich dann auf zahlreiche Stätten im Ausland, vor allem von 2000 bis 2010 auf die griechische Stadt in Süditalien Cumae. Im gleichen Zeitraum nahm er an einem Programm zur Erforschung des Handwerks in Süditalien teil, das Ausgrabungen in Pompeji, Herculaneum und Saepinum umfasste. Das Programm unter der Leitung des Centre Jean Bérard mit Sitz in Neapel, das er von 2000 bis 2011 als Direktor leitete, vereinte neun Teams unter der Leitung von Forschern des CNRS und der École française de Rome. Sein Team arbeitet in den Bereichen Gerberei, Parfümerie, Färberei, Textilien, Korbflechterei, Klempnerei, Bäckerei, Malerei und Fischpökelung.
Seit 2012 lehrt er als Professor und Inhaber des Lehrstuhls für Technik und Wirtschaft des antiken Mittelmeers am Collège de France in Paris. 

## Auszeichnungen
- 1996 Ernennung zum leitenden Mitglied des Institut universitaire de France und 2001 Wiederbestellung[3]
- Médaille d’argent du CNRS 2004.

## Veröffentlichungen
Monographien
- L’Oléiculture antique en Provence; les huileries du département du Var. CNRS éditions, Paris 1986, ISBN 2-222-03719-0.
- Le Vin et l’huile dans la Méditerranée antique; viticulture, oléiculture et procédés de transformation. Errance, Paris 2003, ISBN 2-87772-618-5.
- Archéologie du vin et de l’huile. In: De la Préhistoire à l’époque hellénistique. Band 1. Errance, Paris 2004, ISBN 2-87772-285-6.
- Archéologie du vin et de l’huile. In: Dans l’Empire romain. Band 2. Errance, Paris 2004, ISBN 2-87772-293-7.
- Archéologie du vin et de l’huile. In: En Gaule romaine. Band 3. Errance, Paris 2005, ISBN 2-87772-304-6.
- Techniques et économies de la Méditerranée antique. Fayard/Collège de France, Paris 2012, ISBN 978-2-213-67136-9.

mit anderen
- Marie-Claire Amouretti, Jean-Pierre Brun (Hrsg.): La Production du vin et de l’huile en Méditerranée. École française d’archéologie, Athen 1993, ISBN 2-86958-060-6.
- Jean-Pierre Brun (Hrsg.): Les Îles d’Hyères. Fragments d’histoire. Actes Sud, 1997, ISBN 2-7427-1479-0.
- Jean-Pierre Brun: Carte archéologique de la Gaule. Département du Var. Académie des Inscriptions et Belles-Lettres, Paris 1999 (2 Bände).
- André Tchernia, Jean-Pierre Brun: Le Vin romain antique. Glénat, 1999, ISBN 2-7234-2760-9 (Prix Langhe Ceretto 2000 für das beste Buch über Wein (Alba, Italien)).
- Jean-Pierre Brun, Philippe Jockey (Hrsg.): Technai, techniques et sociétés méditerranéennes. Hommage à Marie-Claire Amouretti. MMSH / Maisonneuve et Larose, 2001, ISBN 2-7068-1487-X.
- Jean-Pierre Brun (Hrsg.): Artisanats antiques d’Italie et de Gaule. Mélanges offerts à Maria-Francesca Buonaiuto. Centre Jean Bérard, Neapel 2009, ISBN 978-2-918887-01-0.
- Jean-Pierre Brun, Xavier Fernandez: Parfums antiques; de l’archéologue au chimiste. Silvana Editoriale, 2015, ISBN 978-88-366-3162-9.